# Paul Mirguet
Paul Mirguet (* 12. Dezember 1911 in Failen, Elsaß-Lothringen; † 22. Mai 2001 in Metz, Frankreich) war ein französischer Politiker.

## Biographie
Paul Mirguet wurde am 12. Dezember 1911 in Failen, einem kleinen Dorf bei Metz im damals deutschen Reichsland Elsaß-Lothringen, als Sohn von Bauern geboren. Vor dem Zweiten Weltkrieg arbeitete er im Handel mit Schlachtfleisch.

### Zweiter Weltkrieg
Infolge des deutschen Westfeldzugs wurde Mirguet mobilisiert und diente an Bord eines Minensuchbootes. Nach dem Waffenstillstand kehrte er nach Hause zurück, kurz bevor er und die anderen Bewohner Faillys im November 1940 vertrieben wurden.
Paul Mirguet kam aus beruflichen Gründen 1941 nach Le Blanc, wo er 1942 unter dem Decknamen „Surcouf“ in der Resistance aktiv wurde und 1943 in die Armée secrète aufgenommen wurde. Ende des Jahres ging er in den Untergrund. Er führte die Sektion der Armée secrète im Département Indre, nachdem René „Carpi“ Antoine am 28. April 1944 gefangen genommen wurde.
Im Untergrund traf er auf Pierrette Marx, die jüdischer Herkunft war und sich ebenfalls verstecken musste, und verliebte sich in sie. Aus der Beziehung gingen zwei Kinder hervor, Jean-Charles und Marie-Christine.
Nach der Libération war er mit der Logistik zur Wiederversorgung der Bevölkerung befasst. Schon bald kehrte er in den Schlachtfleischhandel zurück.

### Leben als Politiker
Im Jahr 1947 wurde Paul Mirguet als Kandidat der Rassemblement du peuple français in den Gemeinderat von Metz gewählt.
Für die Union pour la nouvelle République wurde er zum Abgeordneten in der 1. Wahlperiode der Nationalversammlung der Fünften Republik gewählt, die vom 20. November 1958 bis zum 9. Oktober 1962 dauerte.
Paul Mirguet ist vor allem bekannt als Urheber des „amendement Mirguet“, angenommen am 18. Juli 1960. Dieser Text zielte darauf,

« toutes mesures propres à lutter contre l'homosexualité »

„alle Maßnahmen zur Bekämpfung der Homosexualität“

zu ergreifen und diese als

« fléau social »

„soziale Geisel“

zu bezeichnen. Die Vorlage wurde als Teil eines Gesetzes verabschiedet, das die Regierung ermächtigte, durch Verordnung gegen Alkoholismus und Zuhälterei vorzugehen. Mit dieser Änderung wurde die Mindeststrafe für Erregung öffentlichen Ärgernisses im Zusammenhang mit gleichgeschlechtlichen Beziehungen verdoppelt (Diese Vorschrift wurde 1980 aufgehoben, im Rahmen eines Vorschlages des Kabinetts Raymond Barre III).
1957 gewann er mit dem Projekt „Sully“ einen Wettbewerb für die Renovierung der Schlachthöfe in La Villette.
Mirguet starb am 22. Mai 2001 in Metz.

## Belege
1. ↑  Journal officiel der Assemblee nationale, Nr. 51 (19. Juli 1960), S. 1981

| Personendaten    | Personendaten            |
| ---------------- | ------------------------ |
| NAME             | Mirguet, Paul            |
| KURZBESCHREIBUNG | französischer Politiker  |
| GEBURTSDATUM     | 12. Dezember 1911        |
| GEBURTSORT       | Failen, Elsaß-Lothringen |
| STERBEDATUM      | 22. Mai 2001             |
| STERBEORT        | Metz, Frankreich         |